# Xinhua (socken i Kina, Hunan, lat 25,60, long 113,23)
Xinhua (kinesiska: 新华, 新华乡) är en socken i Kina. Den ligger i provinsen Hunan, i den södra delen av landet, omkring 290 kilometer söder om provinshuvudstaden Changsha. Antalet invånare är 9502. Befolkningen består av 4 544 kvinnor och 4 958 män. Barn under 15 år utgör 24,0 %, vuxna 15-64 år 67 %, och äldre över 65 år 8,0 %.
Genomsnittlig årsnederbörd är 1 809 millimeter. Den regnigaste månaden är maj, med i genomsnitt 261 mm nederbörd, och den torraste är oktober, med 31 mm nederbörd.